# Етиленгликол
Етиленгликол (наименование по номенклатурата на IUPAC: 1,2-етандиол, химическа формула: HO—CH2—CH2—OH) е най-простият представител на поливалентните алкохоли. Двувалентен алкохол е, защото съдържа две хидроксилни групи.
В чист вид представлява прозрачна безцветна и без мирис течност с леко мазна консистенция и сладникав вкус. Етилният гликол е отровен и при поглъщане в по-големи количества води до смърт.
Важно свойство на етиленгликола е, че неговите водни разтвори замръзват при много по-ниски температури от водата, затова се използва като топлоносител в хладилни инсталации, при производство на антифриз и други.
Използва се при производството на полиетилентерефталат (основна суровина при производството на бутилки за газирани напитки – PET), целофан, полиуретан и други продукти.